# Vägskälet (naturreservat)
Vägskälet är ett naturreservat i Leksands kommun i Dalarnas län.
Området är naturskyddat sedan 2007 och är 46 hektar stort. Reservatet består av naturskogsartad barr- och barrblandskog.